# NGC 2079
NGC 2079 је емисиона маглина у сазвежђу Златна риба која се налази на NGC листи објеката дубоког неба.
Деклинација објекта је - 69° 46' 26" а ректасцензија 5h 39m 40,0s. Привидна величина (магнитуда) објекта NGC 2079 износи 13,0. NGC 2079 је још познат и под ознакама ESO 57-EN11.